# Икорниково
Икорниково — деревня в Бежецком районе Тверской области. Входит в состав Филиппковского сельского поселения.

## География
Деревня расположена в центральной части района, в 7 км к западу от Бежецка. На востоке граничит с деревней Боркино. На севере ограничена автодорогой Бежецк — Вышний Волочёк, на юге — железнодорожной линией Бологое — Рыбинск.

## История
На топографический карте Менде, изданной в 1853 году, обозначена деревня Икорникова.
В списке населённых мест Бежецкого уезда Тверской губернии за 1859 год значится деревня Икорниково. Располагалась при ручье Ежене в 7 верстах от уездного города. Имела 18 дворов и 104 жителя.

## Население
| 2008 | 2010 |
| ---- | ---- |
| 62   | ↘54  |

В 2002 году население деревни составляло 65 человек (русские — 88 %).